# Twice Upon a Time: The Singles
Twice Upon a Time: The Singles — вторая компиляция британской рок-группы Siouxsie and the Banshees, выпущенная в октябре 1992 года.

## Об альбоме
Она выполнена в том же ключе, что и Once Upon a Time: The Singles, и содержит в хронологическом порядке все синглы, выпущенные группой с 1982 по 1992 годы. Исключение составляет лишь внеальбомная композиция «Song from the Edge of the World»", выпускавшаяся в виде сингла в 1987 году, но не попавшая на компиляцию.
В Twice Upon a Time попала песня «Face to Face», выпущенная за несколько месяцев до релиза компиляции в качестве сингла в поддержку фильма Бэтмен возвращается. Песня была написана группой в сотрудничестве с композитором Дэнни Элфманом и является единственной не film score композицией в саундтреке. Вместо студийной версии «The Last Beat of My Heart», содержащейся на сингле, в компиляцию вошло концертное исполнение оной на фестивале Lollapalooza, проходившего в Сиэтле в 1991 году. Песня «Fear (of the Unknown)» также присутствует в ремикшированной версии, значительно отличающейся от оригинальной сингловой версии.
Twice Upon a Time вышла в 1992 году на CD, а также на в виде двойного винилового сборника. В том же году на VHS была выпущена кассета Twice Upon a Time: The Singles, содержащая 15 клипов на песни со сборника, общей продолжительностью 55 минут. Песнями, на которые не были сняты клипы, стали «Melt!», «Swimming Horses» и «Overground».

## Список композиций
Все композиции написаны Siouxsie and the Banshees, за исключением отмеченных.
1. «Fireworks» — 4:23
2. «Slowdive» — 4:18
3. «Melt!» — 3:47
4. «Dear Prudence» (Леннон/Маккартни) — 3:51
5. «Swimming Horses» — 4:04
6. «Dazzle» — 5:30
7. «Overground» (версия из мини-альбома The Thorn) — 3:51
8. «Cities in Dust» — 4:07
9. «Candyman» — 3:43
10. «This Wheel's on Fire» (Боб Дилан/Рик Данко) — 4:03
11. «The Passenger» (Остерберг/Рики Гардинер) — 4:09
12. «Peek-a-Boo» (Гарри Уоррен/Джонни Мерсер/Siouxsie and the Banshees) — 3:10
13. «The Killing Jar» — 3:59
14. «The Last Beat of My Heart» (live) — 5:26
15. «Kiss Them for Me» — 4:29
16. «Shadowtime» — 4:20
17. «Fear (of the Unknown)» (remix) — 4:19
18. «Face to Face» (Siouxsie and the Banshees/Дэнни Элфман) — 4:23